# Жорсткобокий вуж Гюнтера
Жорсткобокий вуж Гюнтера (Aspidura guentheri) — неотруйна змія з роду Жорсткобокий вуж родини Вужеві. Отримав назву на честь вченого Альберта Гюнтера.

## Опис
Загальна довжина досягає 10—15 см. Спостерігається статевий диморфізм — самиці більші за самців. Голова невелика. Очі округлі. Тулуб циліндричній. Хвіст куций, загострений. Навколо тулуб тягнеться 17 рядків луски. Є 103–122 вентральних щитків, 18—22 нерозділених підхвостових щитків.
Забарвлення спини коричневе. Черево світло—коричневе. Позаду очей є жовті плями. Іноді є жовті плями на морді.

## Спосіб життя
Полюбляює низини, рівнини. Зустрічається на висоті 100–500 м над рівнем моря. Значний час проводить під землею, риючи ходи. Активний удень. Харчується земляними хробаками.
Це яйцекладна змія. Самиця відкладає 2—6 яєць.

## Розповсюдження
Це ендемік о.Шрі-Ланка.